# Bembidion dejectum
Bembidion dejectum är en skalbaggsart som beskrevs av Thomas Casey. Bembidion dejectum ingår i släktet Bembidion och familjen jordlöpare. Inga underarter finns listade i Catalogue of Life.